# Presidenze di Grover Cleveland
Le due presidenze di Grover Cleveland durarono la prima dal 4 marzo 1885 al 4 marzo 1889 e la seconda dal 4 marzo 1893 al 4 marzo 1897.
Primo democratico eletto dopo la guerra civile, Grover Cleveland è uno degli unici due presidenti degli Stati Uniti a ricoprire due mandati non consecutivi (le sue presidenze sono state la 22ª e la 24ª della nazione), l'altro è Donald Trump. Cleveland sconfisse James G. Blaine nelle elezioni presidenziali del 1884, perse contro Benjamin Harrison in quelle del 1888, e poi sconfisse il presidente Harrison nel 1892. Cleveland vinse le elezioni del 1884 con il sostegno di un gruppo di Repubblicani riformisti noti come mugwump, e estese l'ambito di applicazione della legge Pendleton sulla funzione pubblica che lottava contro il clientelismo. Pose il veto a diversi progetti di legge che erogavano pensioni e altri benefici a specifiche aree geografiche e categorie di persone. Per contrastare le pratiche anticoncorrenziali delle ferrovie, Cleveland promulgò la legge sul commercio interstatale del 1887, che istituì la prima agenzia federale indipendente. Durante il suo primo mandato chiese senza successo l'abrogazione della legge Bland-Allison, che permetteva l'uso dell'argento nell'emissione di moneta, e un abbassamento dei dazi doganali. La crisi delle Samoa fu il principale evento di politica estera del primo mandato di Cleveland e si risolse con un protettorato tripartito nelle isole Samoa, con Germania e Regno Unito.
All'inizio della sua seconda presidenza, la nazione fu colpita duramente dal panico del 1893, seguito da una grave depressione economica. Cleveland stimolò l'abrogazione della legge Sherman sul conio dell'argento, sferrando un duro colpo contro i fautori del bimetallismo, e abbassò le aliquote dei dazi favorendo l'approvazione della legge Wilson-Gorman. Ordinò anche ai soldati federali di reprimere lo sciopero Pullman e agevolò i tentativi di ridurre la protezione federale dei diritti civili federali degli afroamericani. In politica estera Cleveland si oppose all'annessione delle Hawaii e all'intervento a Cuba. Cercò di sostenere la dottrina Monroe e costrinse gli inglesi ad accettare un arbitrato sulla controversia che avevano con il Venezuela riguardo alla linea di confine. Nelle elezioni di medio termine del 1894 il Partito Democratico di Cleveland subì una pesante sconfitta, che aprì la strada alla corrente del Partito Democratico favorevole agli agricoltori e al bimetallismo. La Convenzione nazionale democratica del 1896 ripudiò Cleveland e nominò candidato alla presidenza William Jennings Bryan, ma Bryan fu sconfitto dal repubblicano William McKinley nelle elezioni presidenziali del 1896.
Quando terminò il suo secondo mandato, Cleveland era giudicato molto negativamente, ma la sua reputazione fu rapidamente riabilitata da studiosi come Allan Nevins. Storici e biografi più recenti hanno assunto una visione più ambivalente di Cleveland, ma molti rilevano il ruolo di Cleveland nel riaffermare il potere della presidenza. Nelle classifiche dei presidenti degli Stati Uniti di storici e scienziati politici, Cleveland è generalmente classificato come un presidente medio o superiore alla media.

## Elezione nel 1884

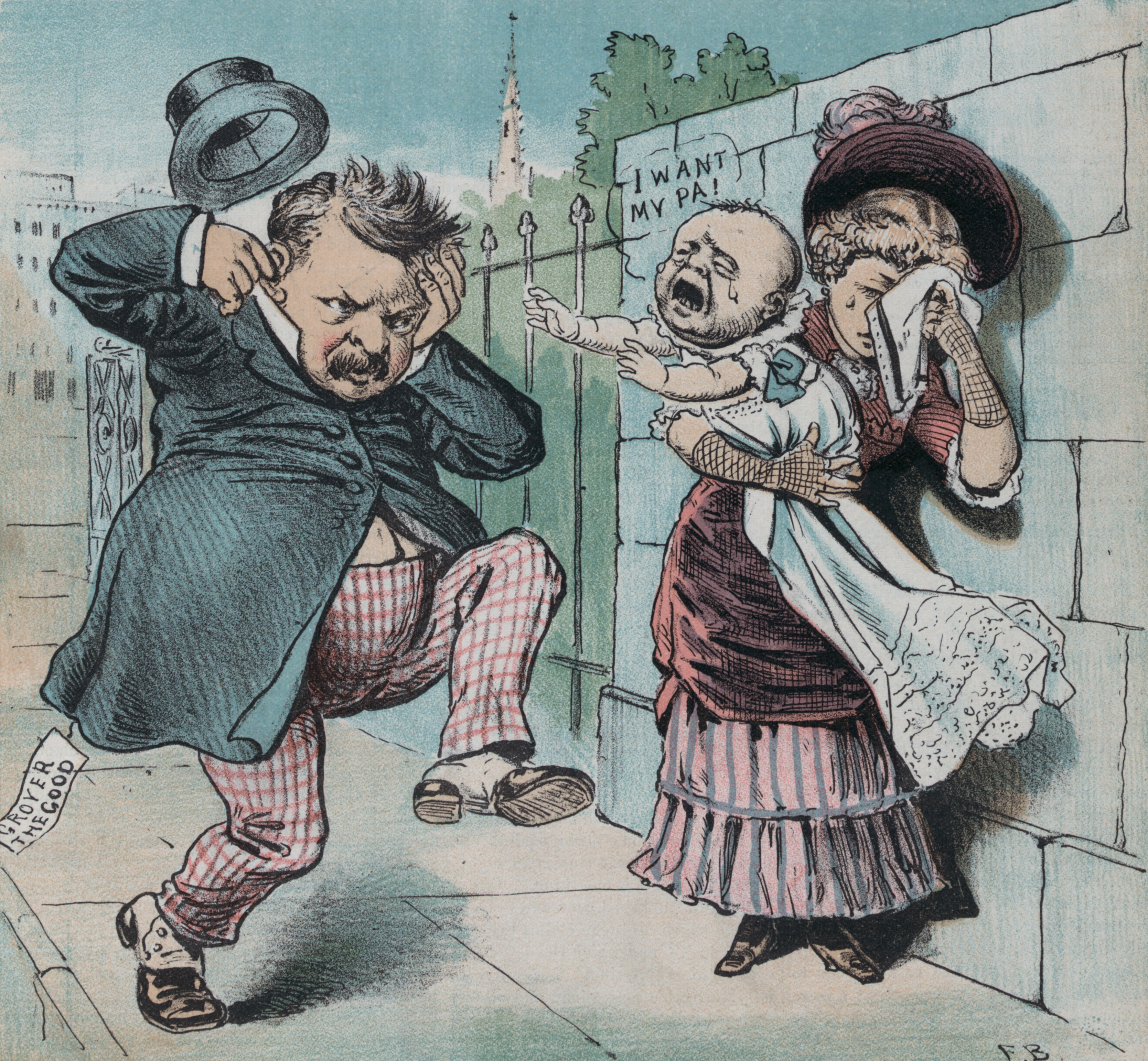
Vignetta contro Cleveland: ricorda lo scandalo Halpin

Cleveland era salito alla ribalta come sostenitore della riforma della funzione pubblica, ed era da molti considerato in competizione per la presidenza dopo la sua vittoria nelle elezioni a governatore dello Stato di New York del 1882. Samuel J. Tilden, il candidato dei Democratici alla presidenza nel 1876, era il principale favorito, ma rifiutò di candidarsi a causa delle cattive condizioni di salute. Cleveland, Thomas F. Bayard del Delaware, Allen G. Thurman dell'Ohio, Samuel Freeman Miller dell'Iowa e Benjamin Butler del Massachusetts avevano un seguito considerevole alla Convenzione Nazionale Democratica del 1884, ma anche dei punti deboli: Bayard si era dichiarato a favore della secessione nel 1861, rendendolo inaccettabile per i nordisti; Butler, al contrario, era detestato in tutto il Sud per le sue azioni durante la guerra civile; Thurman era generalmente benvoluto, ma iniziava a essere considerato troppo vecchio e poco in salute, e le sue opinioni sull'uso dell'argento erano incerte.
Anche Cleveland aveva dei detrattori; l'organizzazione politica Tammany Hall gli si opponeva, ma ciò, considerata la cattiva fama di questa, gli procurava anche sostenitori. Beneficiò del sostegno del leader del partito nello Stato di New York Daniel Manning, che definì Cleveland l'erede naturale di Tilden e sottolineò l'importanza dei voti elettorali dello Stato in tutte le vittorie dei Democratici alle presidenziali. Cleveland arrivò in testa alla prima votazione della convenzione e ottenne la nomina già al secondo scrutinio. Thomas A. Hendricks dell'Indiana fu scelto come suo candidato vicepresidente. La Convenzione nazionale repubblicana del 1884 nominò l'ex presidente della Camera James G. Blaine del Maine; questo scontentò molti Repubblicani che consideravano Blaine ambizioso e immorale.

Risultati delle elezioni del 1884

Blaine condusse una campagna elettorale basata sull'introduzione di dazi protezionisti, sull'aumento del commercio internazionale e sugli investimenti in infrastrutture pubbliche, mentre i Democratici si concentrarono sulla moralità di Blaine. In generale, Cleveland seguì la tradizione di effettuare pochissimi viaggi per la campagna presidenziale; Blaine fu invece uno dei primi a contravvenirvi. La corruzione nella politica divenne la questione centrale nel 1884 e Blaine nel corso della sua carriera era stato coinvolto in diversi affari discutibili. La reputazione di Cleveland come oppositore della corruzione si rivelò la risorsa migliore dei Democratici. I Repubblicani riformisti chiamati "mugwump", tra cui Carl Schurz e Henry Ward Beecher, accusavano Blaine di essere corrotto e appoggiarono Cleveland. Mentre i Democratici ottenevano il sostegno dei mugwump, persero in parte quello operaio, a favore del partito Greenback, favorevole a una politica monetaria inflazionista, guidato da Benjamin Butler.
Come previsto, Cleveland vinse al Sud, in tutto quello chiamato Solid South, mentre Blaine vinse nella maggior parte della Nuova Inghilterra e del Midwest. I voti elettorali di New York, New Jersey, Indiana e Connecticut, molto combattuti, decisero l'esito dell'elezione. Dopo che i voti furono contati, Cleveland vinse per poco in tutti e quattro gli stati in bilico; nel suo Stato d'origine, New York, prevalse con un margine dello 0,1%, equivalente a soli 1200 voti. Cleveland ebbe la maggioranza relativa nel voto popolare nazionale, distanziando Blaine di un quarto di punto percentuale, mentre i grandi elettori furono 219 per Cleveland contro i 182 per Blaine. Cleveland divenne il primo democratico a vincere le elezioni dopo la guerra civile. Nonostante la sconfitta di Blaine, i Repubblicani mantennero il controllo del Senato.

## Prima presidenza (1885-1889)

### Amministrazione

#### Nomine
Cleveland affrontò la sfida di comporre il primo governo di Democratici dal 1850, e nessuno dei ministri che nominò aveva ricoperto cariche con presidenti passati. Il senatore Bayard, il più forte rivale di Cleveland per la nomina del 1884, accettò la carica di segretario di Stato. Daniel Manning, uno stretto consigliere di Cleveland a New York e stretto alleato di Samuel Tilden, divenne segretario del Tesoro. Un altro newyorkese, l'eminente finanziere William C. Whitney, fu nominato segretario della Marina. Per la carica di segretario alla Guerra Cleveland nominò William C. Endicott, un importante giudice del Massachusetts con legami con i mugwump. Cleveland scelse due sudisti per il suo gabinetto: Lucius Q.C. Lamar del Mississippi come segretario degli Interni e Augustus H. Garland dell'Arkansas come procuratore generale. Il direttore generale delle poste William F. Vilas del Wisconsin era l'unico ministro dell'Ovest. Daniel S. Lamont ricopriva il ruolo di segretario privato di Cleveland, diventando una delle persone più importanti nell'amministrazione.

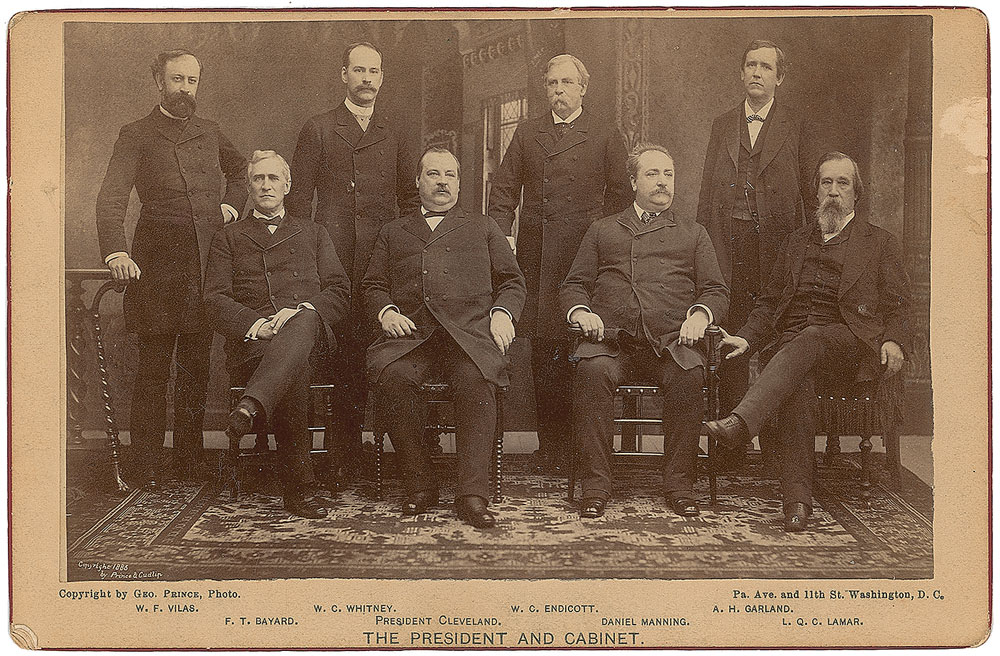
Il primo governo di Cleveland. In prima fila, da sinistra a destra: Thomas F. Bayard, Cleveland, Daniel Manning, Lucius Q.C. Lamar. Dietro, da sinistra a destra: William F. Vilas, William C. Whitney, William C. Endicott, Augustus H. Garland

#### Matrimonio e figli

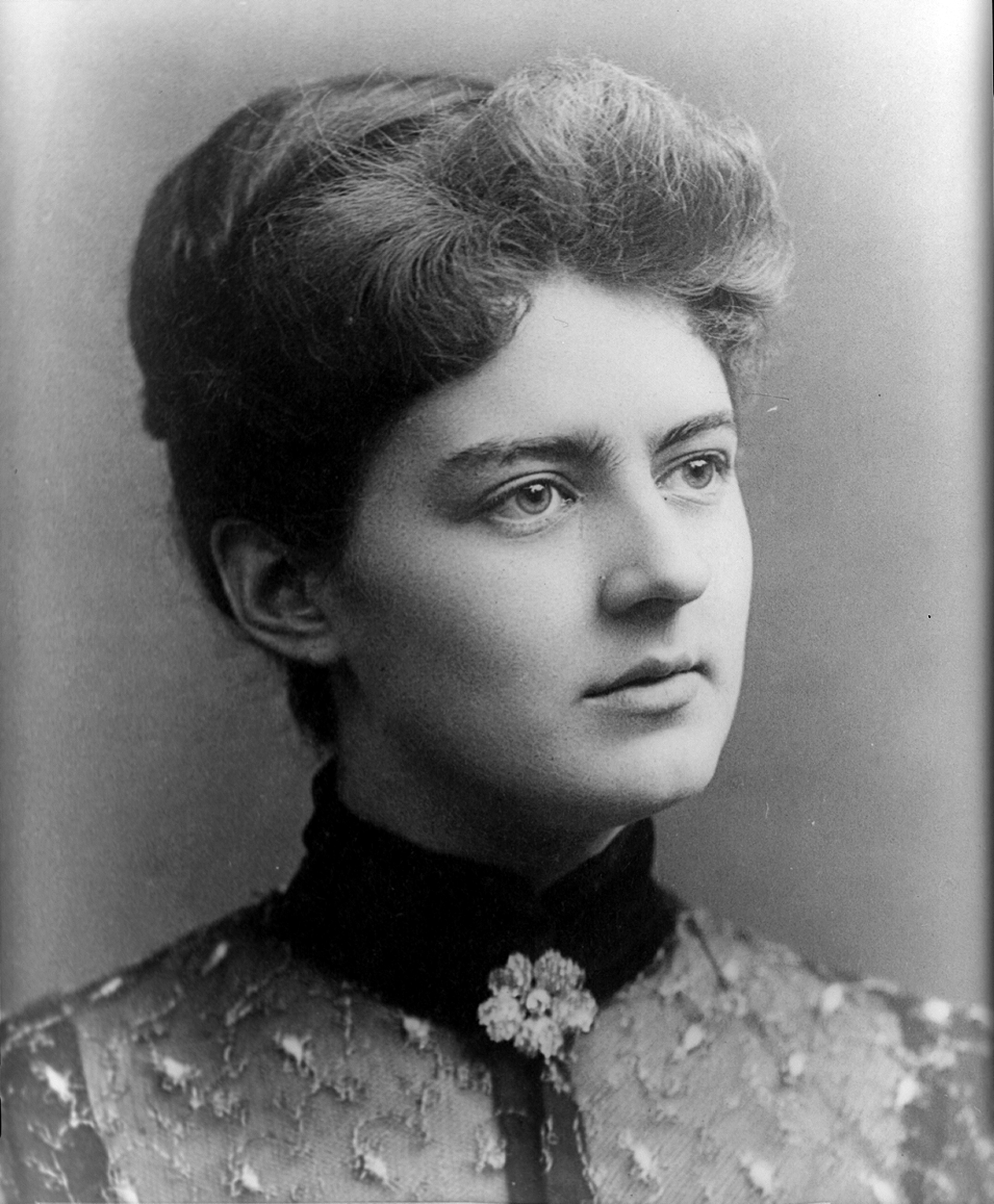
Frances Folsom Cleveland

Cleveland entrò alla Casa Bianca come scapolo e sua sorella Rose Cleveland fu la padrona di casa per i primi due anni. Il 2 giugno 1886 Cleveland sposò Frances Folsom nella Blue Room della Casa Bianca. Fu il secondo presidente a sposarsi mentre era in carica, dopo John Tyler. Il padre di Frances, amico di Cleveland, era morto quando questa era piccola, ed era stato Cleveland a indirizzare l'educazione della piccola Frances; nonostante questo, l'opinione pubblica non espresse riserve sul matrimonio. A 21 anni, Frances Folsom Cleveland era la più giovane First Lady della storia, e il pubblico si appassionò presto della sua bellezza e della sua personalità accogliente.

### Riforme e funzione pubblica
Subito dopo l'entrata in carica, Cleveland si trovò di fronte al compito di effettuare tutte le nomine governative di responsabilità del presidente. Questi ruoli erano tipicamente assegnati con lo spoils system, per cui venivano premiati i fedelissimi del proprio partito, ma Cleveland annunciò che non avrebbe rimosso nessun repubblicano che stesse facendo bene il suo lavoro e non avrebbe nominato nessuno esclusivamente sulla base del merito di partito. In seguito, poiché i suoi compagni di partito si irritavano per essere stati esclusi dalle nomine, Cleveland iniziò a sostituire più funzionari repubblicani con democratici, in particolare per i ruoli con indirizzo politico. Sebbene alcune delle sue decisioni furono influenzate dalle preoccupazioni del partito, Cleveland nominò solo per merito più di quanto avessero fatto i suoi predecessori. Durante il suo primo mandato Cleveland estese anche l'ambito di applicazione della legge Pendleton recentemente approvata, che prevedeva requisiti di merito per l'accesso a cariche pubbliche, passando da 16.000 cariche a 27.000 sottoposte alla legge Pendleton. In parte a causa dell'azione di Cleveland, tra il 1885 e il 1897 la percentuale di dipendenti federali rientranti nella legge Pendleton salì dal dodici percento a circa il quaranta percento. Tuttavia, molti mugwump furono delusi dalla riluttanza di Cleveland a promuovere una funzione pubblica veramente estranea ai partiti.
Cleveland fu il primo presidente democratico soggetto alla legge detta Tenure of Office, che era stata approvata nel 1867: essa stabiliva che un presidente doveva chiedere l'autorizzazione del Senato per rimuovere dall'incarico una persona la cui nomina era stata soggetta alla conferma del Senato stesso. Cleveland resistette ai tentativi del Senato di far rispettare la legge e invocò il privilegio dell'esecutivo, rifiutandosi di consegnare i documenti relativi alle nomine. Nonostante le critiche di riformatori come Carl Schurz, la posizione di Cleveland incontrò il gradimento dall'opinione pubblica. Il senatore repubblicano George Frisbie Hoar propose un disegno di legge per abrogare la legge Tenure of Office, e Cleveland promulgò l'abrogazione nel marzo 1887.
Nel 1889 Cleveland promulgò una legge che elevava il dipartimento dell'Agricoltura al livello di un ministero e Norman Jay Coleman divenne il primo segretario dell'Agricoltura degli Stati Uniti. Cleveland provocò l'ira degli investitori nelle ferrovie ordinando un'indagine sui terreni nell'Ovest che le aziende ferroviarie detenevano grazie a concessioni governative. Il segretario agli interni Lamar affermò che i diritti di passaggio per tali terreni dovevano essere restituiti al governo perché le ferrovie non avevano costruito nuove linee come previsto dalle concessioni. Le concessioni furono annullate e il governo tornò in possesso di circa 81 000 000 acri (330 000 km²).

### Legge sul commercio interstatale
Durante gli anni 1880 il sostegno dell'opinione pubblica alla regolamentazione delle ferrovie crebbe a causa dell'indignazione per le pratiche ferroviarie anticoncorrenziali come la "discriminazione", per cui le ferrovie facevano pagare tariffe diverse a clienti diversi. Anche se spesso criticava le pratiche commerciali dei magnati delle ferrovie come Jason Gould, Cleveland era generalmente riluttante a coinvolgere il governo federale in questioni di regolamentazione del mercato. Nonostante ciò, quando la decisione della Corte suprema nel caso del 1886 Wabash, St. Louis & Pacific Railway Co. contro Illinois limitò molto il potere degli Stati di regolamentare il commercio interstatale, Cleveland acconsentì a una legge che prevedesse la supervisione federale delle ferrovie. Nel 1887 firmò la legge sul commercio interstatale, che creò la Commissione per il commercio intestatale (ICC), composta da cinque membri e incaricata di indagare sulle pratiche ferroviarie. L'ICC aveva potere di indagine sull'equità delle pratiche commerciali delle ferrovie, ma la parola finale su questa questione era lasciata ai tribunali. Oltre a creare l'ICC, la legge sul commercio interstatale richiedeva alle ferrovie la pubblicazione delle tariffe e rendeva illegale la pratica di accordi tra ferrovie concorrenti. La legge fu la prima a livello federale a regolamentare l'industria privata negli Stati Uniti e l'ICC fu la prima agenzia indipendente del governo federale. La legge ebbe un impatto limitato sulle pratiche commerciali nelle ferrovie, poiché le società ferroviarie potevano pagare ottimi avvocati e poiché i tribunali erano generalmente conservatori, per cui era molto difficile che fossero presi provvedimenti giudiziari di rilievo.

### Veti
Cleveland usò il potere di veto molto più spesso di qualsiasi presidente prima di lui. Bloccò centinaia di proposte di legge riguardanti pensioni di soldati veterani della guerra di secessione, ritenendo che, se le loro richieste di pensione erano già state respinte dall'agenzia apposita, il Congresso avrebbe dovuto adeguarsi a tale decisione. Quando il Congresso, sotto la pressione di associazioni di veterani come la "Grand Army of the Republic", approvò un disegno di legge che concedeva pensioni anche per invalidità non dovute al servizio militare, Cleveland pose il veto anche su di esso. Nel 1887 Cleveland emise il suo veto più noto, quello sulla legge detta "Seme Texas" ("Texas Seed"): una siccità aveva rovinato i raccolti in diverse contee del Texas, e il Congresso voleva stanziare 10.000 dollari per acquistare semi di grano da destinare agli agricoltori locali. Cleveland pose il veto alla spesa. Nel suo messaggio di veto sposava la teoria del governo limitato:

### Politica monetaria
Uno dei problemi più discussi degli anni 1880 era se la valuta dovesse essere garantita da oro e argento insieme, o solo dall'oro. La questione divideva i partiti: i Repubblicani dell'Ovest e i Democratici del Sud erano concordi nella richiesta per la coniazione illimitata dell'argento, mentre esponenti di entrambi i partiti nel Nord-est erano a favore del sistema aureo. Poiché l'argento valeva meno del suo equivalente legale in oro, i contribuenti pagavano le tasse al governo in argento, mentre i creditori internazionali chiedevano pagamenti in oro, con conseguente riduzione delle riserve di oro della nazione. Il bimetallismo tendeva a tradursi in inflazione, che a sua volta rendeva più facile per i debitori ripagare i prestiti e aumentava i prezzi dei prodotti agricoli; per questo era molto gradito in molti Stati agricoli.
Cleveland vedeva la politica monetaria come una questione sia economica che morale; pensava che l'adesione al sistema aureo avrebbe assicurato una valuta stabile ed era persuaso che coloro che avevano concesso prestiti non dovevano essere penalizzati dall'aumento dell'inflazione. Cleveland e il segretario al Tesoro Manning cercarono di ridurre la quantità di argento che il governo era tenuto a coniare ai sensi della legge Bland-Allison del 1878. Cleveland fece anche pressione sul Congresso per abrogare questa legge prima di entrare in carica. In risposta, uno dei principali fautori dell'argento, Richard P. Bland, propose una legge nel 1886 che avrebbe obbligato il governo a coniare quantità illimitate di argento, portando inflazione in un momento di deflazione. Il disegno di legge di Bland fu respinto, e come contrappeso fu anche respinto un disegno di legge appoggiato da Cleveland che avrebbe abrogato qualsiasi obbligo di conio di argento. Il risultato fu il mantenimento dello status quo e il rinvio della risoluzione della questione.

### Dazi doganali
I dazi doganali degli Stati Uniti erano aumentati drasticamente durante la guerra civile e negli anni ottanta del XIX secolo erano fonte di così tante entrate che il governo aveva un surplus di bilancio. Cleveland non aveva preso posizione sui dazi durante la campagna elettorale del 1884, ma i suoi ministri, come la maggior parte dei Democratici, erano favorevoli a dazi più bassi. L'opposizione di Cleveland al protezionismo era radicata nella sua convinzione che essi avvantaggiassero ingiustamente alcune industrie e penalizzassero ingiustamente i consumatori, aumentando i prezzi. I Repubblicani, al contrario, generalmente preferivano dazi elevati per proteggere le industrie nazionali dai concorrenti stranieri. Cleveland chiese una riduzione dei dazi durante i suoi primi due messaggi annuali al Congresso, e dedicò tutto il suo messaggio annuale del 1887 alla questione. Cleveland avvertì che le eccedenze di bilancio causate dai dazi avrebbero portato a una crisi finanziaria.
Nonostante l'impegno di Cleveland, durante il suo primo mandato non fu approvata alcuna importante legge al riguardo. Nel 1886 un progetto di legge per la riduzione dei dazi fu respinto dalla Camera. I Repubblicani, così come i Democratici protezionisti del Nord come Samuel J. Randall, credevano che le industrie nazionali sarebbero fallite in assenza di misure protezioniste. Roger Q. Mills, presidente della Commissione finanziaria della Camera, propose una legge per ridurre la tariffa doganale da circa il 47% a circa il 40%. Dopo sforzi significativi da parte di Cleveland e dei suoi alleati, il disegno di legge fu approvato dalla Camera. I Repubblicani del Senato risposero proponendo una legge che avrebbe concesso aiuti federali per l'istruzione agli Stati sulla base dei tassi di analfabetismo. Il disegno di legge fu approvato dal Senato con il sostegno di molti Democratici del Sud, i cui Stati sarebbero stati i maggiori beneficiari del provvedimento. Il Senato bocciò la legge sui dazi di Mills, e la Camera bocciò la legge sugli aiuti all'istruzione. Il dibattito sui dazi proseguì durante la campagna elettorale per le elezioni presidenziali del 1888.

### Politica estera, 1885–1889
Cleveland era un convinto non interventista e aveva dichiarato durante la campagna elettorale di essere contrario all'espansione e all'imperialismo. Rifiutò di promuovere il trattato sul canale del Nicaragua della precedente amministrazione e in generale era meno espansionista nelle relazioni estere rispetto ai suoi predecessori repubblicani. Tuttavia, vedeva la dottrina Monroe come un importante asse di politica estera e cercava di proteggere l'egemonia degli Stati Uniti nel continente americano. Il segretario di Stato Bayard negoziò con Joseph Chamberlain del Regno Unito a proposito dei diritti di pesca nelle acque al largo del Canada e si mostrò conciliante, nonostante l'opposizione dei senatori repubblicani del New England. Cleveland ritirò anche dall'esame del Senato il trattato della Conferenza di Berlino che garantiva una porta aperta agli interessi degli Stati Uniti in Congo.
La presidenza di Cleveland vide l'inizio della crisi nelle isole Samoa tra Stati Uniti, Germania e Regno Unito. Ciascuna di queste nazioni aveva firmato un trattato con Samoa in base al quale era consentito loro di avervi attività commerciali e di mantenervi una base navale, ma Cleveland temette che i tedeschi cercassero di annettere Samoa quando tentarono di rimuovere Malietoa Laupepa come monarca di Samoa a favore di Tuiātua Tupua Tamasese Titimaea. Gli Stati Uniti incoraggiarono un altro pretendente al trono, Mata'afa Iosefo, a ribellarsi contro Malietoa e così facendo le forze di Mata'afa uccisero un contingente di guardie navali tedesche. Il cancelliere tedesco Otto von Bismarck minacciò una guerra di rappresaglia, ma la Germania fece marcia indietro di fronte alla resistenza statunitense e britannica. In una successiva conferenza, avvenuta poco dopo che Cleveland lasciò l'incarico, Stati Uniti, Germania e Gran Bretagna decisero di fare di Samoa un protettorato congiunto.

### Politica militare, 1885–1889
La politica militare di Cleveland puntava sull'autodifesa e sulla modernizzazione. Nel 1885 Cleveland istituì un comitato sotto il segretario della Guerra Endicott per studiare un nuovo sistema di fortificazione costiera per gli Stati Uniti. Nessun miglioramento alle difese costiere degli Stati Uniti era stato apportato dalla fine degli anni 1870. Il rapporto del comitato, reso nel 1886, raccomandava un massiccio programma di costruzione, per 127 milioni di dollari, in 29 porti ed estuari dei fiumi, che includeva nuovi tipi di cannoni, mortai e campi minati marini. La maggior parte di queste raccomandazioni furono messe in opera e nel 1910 27 siti erano stati rafforzati con oltre 70 forti.
Il segretario della Marina Whitney promosse la modernizzazione della Marina, anche se non furono costruite navi in grado di eguagliare le migliori navi da guerra europee. La costruzione di quattro navi da guerra con scafo in acciaio iniziata sotto l'amministrazione Arthur fu ritardata a causa di un'indagine giudiziaria per corruzione e del successivo fallimento del cantiere navale, ma una volta terminate le indagini queste navi furono completate rapidamente. Alla fine del 1888 furono ordinate altre sedici navi da guerra con scafo in acciaio; queste navi in seguito si rivelarono essenziali nella guerra ispano-americana del 1898, e molte furono usate nella prima guerra mondiale. Tra queste vi erano le "corazzate di seconda classe" Maine e Texas, progettate per competere con le moderne navi corazzate di produzione europea recentemente acquistate da paesi sudamericani. Furono ordinati anche undici incrociatori protetti, un incrociatore corazzato e un monitore.

### Diritti civili e immigrazione
Cleveland, come sempre più persone al Nord (e quasi tutti i bianchi del Sud), credeva che l'era della ricostruzione fosse stata un esperimento fallito. Non era disposto a usare il potere federale per far rispettare il quindicesimo emendamento, che garantiva i diritti di voto agli afroamericani. Anche se Cleveland non nominò alcun nero, permise a Frederick Douglass di continuare il suo incarico come responsabile del registro degli atti pubblici a Washington e nominò un altro uomo di colore per sostituire Douglass alle sue dimissioni.

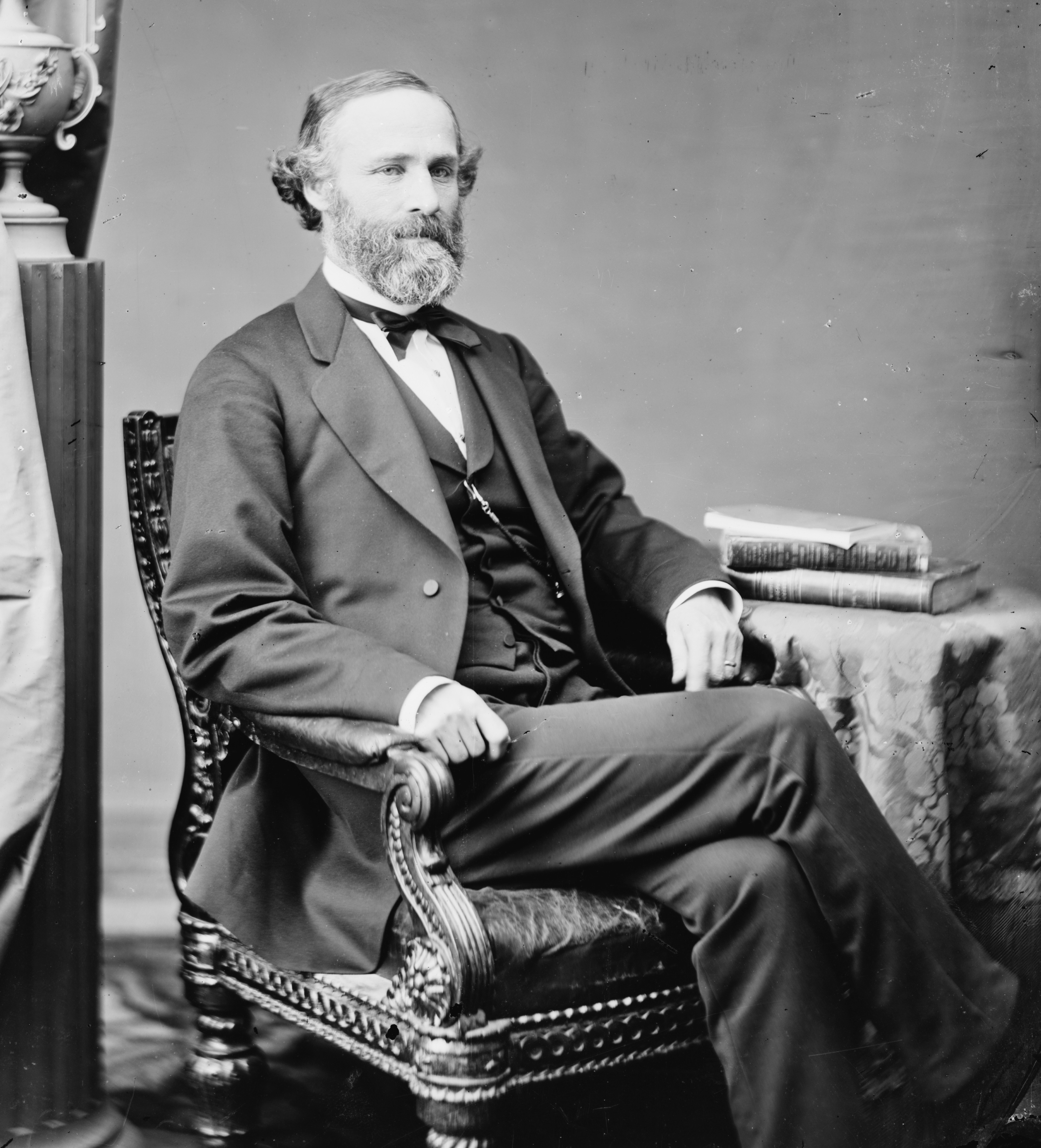
Henry L. Dawes redasse il testo della legge omonima, promulgata da Cleveland.

Cleveland non fu in generale favorevole al nativismo o alle restrizioni all'immigrazione, ma credeva che lo scopo dell'immigrazione fosse quello di attrarre stranieri che si sarebbero assimilati nella società statunitense. All'inizio del suo mandato Cleveland condannò gli "oltraggi" contro gli immigrati cinesi, ma alla fine si persuase che la profonda animosità nei confronti degli immigrati cinesi negli Stati Uniti avrebbe impedito la loro assimilazione. Il segretario di Stato Bayard trattò un'estensione della legge contro l'immigrazione cinese, la Chinese Exclusion Act, e Cleveland premette sul Congresso per approvare la legge scritta dal deputato William Lawrence Scott che voleva impedire il ritorno degli immigrati cinesi una volta usciti dal territorio degli Stati Uniti. La legge Scott fu approvata con facilità da entrambi i rami del Congresso e Cleveland la promulgò nell'ottobre 1888.

### Politica verso gli indiani
Quando Cleveland entrò in carica, vivevano negli Stati Uniti circa 250.000 nativi americani, in drastico calo rispetto ai decenni precedenti. Cleveland considerava i nativi americani come persone non autonome poste sotto la tutela giuridica dello Stato, affermando nel suo primo discorso inaugurale che "la loro tutela implica, da parte nostra, sforzi per il miglioramento delle loro condizioni e il rispetto dei loro diritti". Cleveland incoraggiò l'idea dell'assimilazione culturale dei nativi americani, spingendo per l'approvazione della legge Dawes, che prevedeva la distribuzione delle terre indiane ai singoli membri delle tribù, anziché farle gestire dalla tribù. Un certo numero di capi nativi appoggiò il provvedimento, ma in pratica la maggioranza dei nativi americani lo disapprovava. Cleveland credeva che la legge Dawes avrebbe fatto uscire i nativi americani dalla povertà e incoraggiato la loro assimilazione nella società bianca, ma essa finì con l'indebolire i governi tribali perché permise ai singoli di vendere la loro parte di terra della tribù, tenendosi i proventi. Tra il 1881 e il 1900 i terreni detenuti dai nativi americani scese da un totale di 155 milioni di acri a uno di 77 milioni.
Nel mese prima dell'entrata in carica di Cleveland nel 1885, il presidente uscente Arthur emanò un decreto che rese quattro milioni di acri di terre occupate dai Winnebago e dai Sioux Crow Creek nel territorio del Dakota disponibili per l'insediamento di coloni bianchi. Decine di migliaia di coloni si ammassarono al confine di queste terre e si preparavano a prenderne possesso. Cleveland credeva che il decreto di Arthur violasse i trattati con le tribù e lo revocò il 17 aprile di quell'anno, ordinando ai coloni di lasciare il territorio. Cleveland inviò diciotto compagnie di truppe dell'esercito per far rispettare i trattati e ordinò al generale Philip Sheridan, all'epoca comandante generale dell'esercito, di occuparsi della questione.

### Nomine giudiziarie

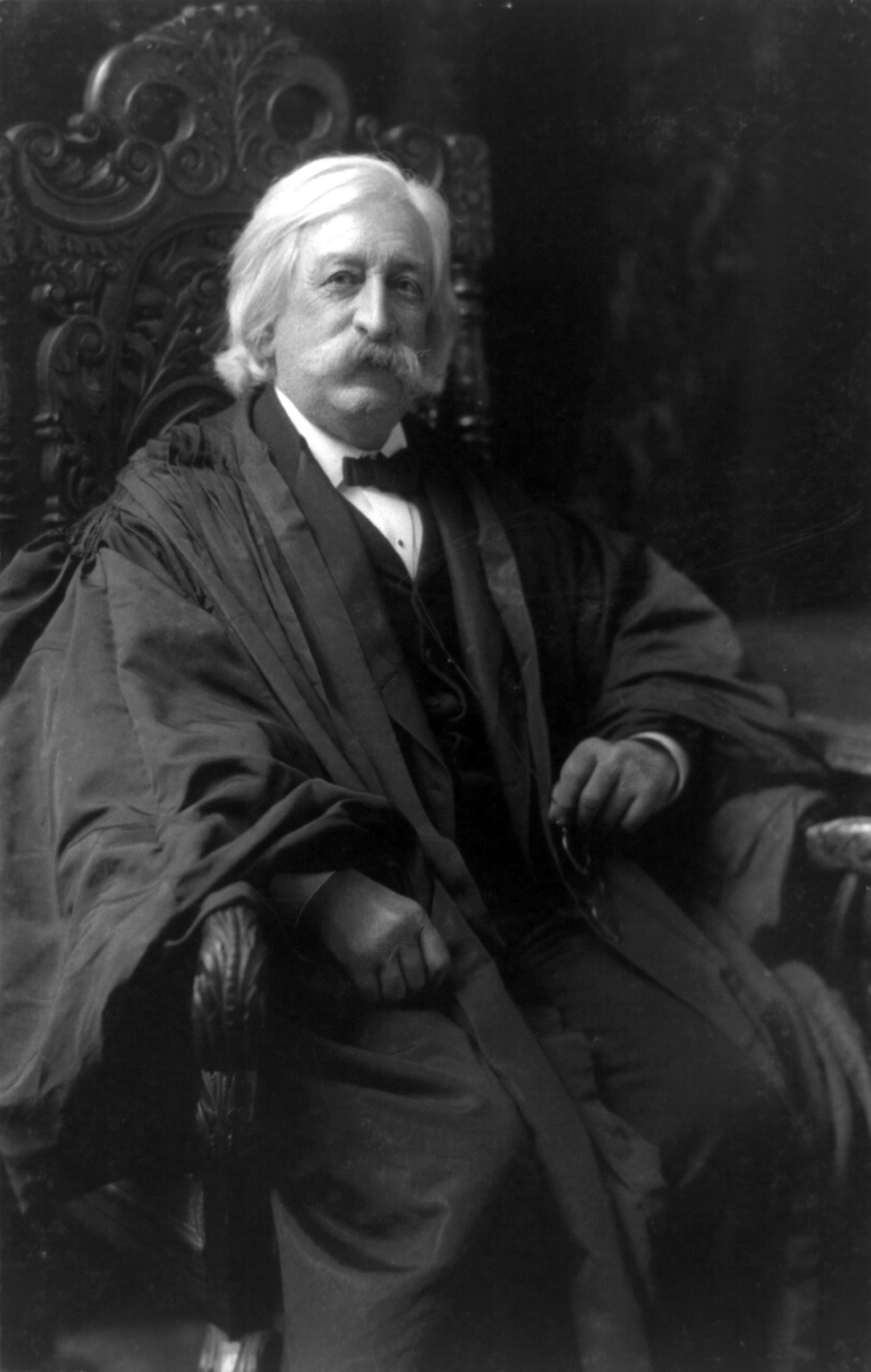
Il presidente della Corte suprema Melville Fuller

Durante il suo primo mandato Cleveland riuscì a nominare due giudici alla Corte Suprema degli Stati Uniti. Dopo la morte del giudice associato William Burnham Woods Cleveland nominò il segretario degli interni Lucius Q.C. Lamar alla Corte Suprema alla fine del 1887. Lamar era stato apprezzato come senatore, ma il suo coinvolgimento nella Confederazione due decenni prima portarono molti Repubblicani a votare contro di lui. La nomina di Lamar fu confermata dal Senato con uno stretto margine, 32 a 28.
Il presidente della Corte suprema Morrison Waite morì nel marzo 1888 e Cleveland nominò Melville Fuller per sostituirlo. Sebbene Fuller avesse precedentemente rifiutato la nomina di Cleveland alla Commissione per la funzione pubblica, accettò questa alla Corte Suprema. La commissione giustizia del Senato passò diversi mesi a esaminare il candidato, poco conosciuto, prima che il Senato confermasse la nomina per 41 a 20. Fuller rimase in carica fino al 1910, presiedendo l'inizio di quella che fu definita l'era Lochner, durante la quale la Corte suprema attaccò molte leggi che ostacolavano il libero mercato, anche in senso esteso come leggi che istituivano un salario minimo.

### Elezioni del 1888

Risultati delle elezioni del 1888

Con poca opposizione interna, Cleveland fu rinominato dalla Convenzione nazionale democratica del 1888, diventando il primo presidente democratico a essersi ricandidato fin dai tempi di Martin Van Buren nel 1840. Il vicepresidente Hendricks era morto nel 1885, e i Democratici scelsero Allen G. Thurman dell'Ohio come nuovo candidato vice di Cleveland. L'ex senatore Benjamin Harrison dell'Indiana sconfisse John Sherman e molti altri candidati per la nomina della Convenzione nazionale repubblicana. I Repubblicani fecero molta campagna elettorale sulla questione dei dazi, attraendo gli elettori protezionisti negli importanti Stati industriali del Nord. I Democratici, nello Stato cruciale di New York, si erano divisi sulla candidatura a governatore di David B. Hill, indebolendo il sostegno per Cleveland. I Repubblicani presero slancio durante la campagna elettorale, perché quella di Cleveland fu gestita male da Calvin S. Brice e William H. Barnum, mentre Harrison aveva a disposizione migliori raccoglitori di fondi e strateghi, come Matt Quay e John Wanamaker. Cleveland fu ulteriormente danneggiato dall'abbandono di molti mugwump, delusi dalla mancanza di riforme di vasta portata della funzione pubblica.
Come nel 1884, le elezioni furono decise dagli Stati in bilico: New York, New Jersey, Connecticut e Indiana. Cleveland vinse tutti gli Stati in cui aveva vinto nel 1884 ad eccezione dell'Indiana e del suo stato natale di New York, entrambi vinti di misura da Harrison. Sebbene Cleveland ottenne la maggioranza nel voto popolare nazionale con un margine dello 0,8%, la perdita dei 36 voti elettorali del suo stato d'origine gli negò la rielezione. I Repubblicani ottennero anche il controllo della Camera dei Rappresentanti, dando al partito il controllo di entrambi i rami del Congresso per la prima volta dal 1875. La sconfitta di Cleveland fu la prima dai tempi di Van Buren per un presidente in carica.

## Elezioni del 1892
Dopo la sconfitta alle elezioni del 1888, Cleveland tornò a New York, dove riprese la sua carriera di avvocato. Cleveland si affermò come contendente per la nomina del 1892 con la sua "Lettera d'argento" del febbraio 1891, in cui deplorava la crescente forza del movimento a favore del bimetallismo nel Partito Democratico. Il principale avversario di Cleveland per la nomina era David B. Hill, ora senatore di New York. Hill coalizzò le correnti contrarie a Cleveland all'interno del partito - fautori dell'argento, protezionisti e la Tammany Hall - ma non gli bastò per impedire a Cleveland di essere nominato alla Convention democratica, già al primo scrutinio. Come vicepresidente, i Democratici nominarono Adlai Stevenson I dell'Illinois, un sostenitore dell'argento. La corrente di Cleveland gli avrebbe preferito Isaac P. Gray dell'Indian, ma accettò la nomina della convention. Come sostenitore dei greenback e del conio dell'argento per generare inflazione e alleviare il disagio economico nelle regioni agricole, Stevenson bilanciava Cleveland, favorevole al rigore monetario e al sistema aureo. I Repubblicani nominarono il presidente in carica Harrison, rendendo le elezioni del 1892 una rivincita di quelle di quattro anni prima.

Risultati delle elezioni del 1892

La questione dei dazi aveva avvantaggiato i Repubblicani nel 1888, ma i cambiamenti legislativi degli ultimi quattro anni avevano reso le merci importate così costose che molti elettori erano favorevoli a una riforma dei dazi ed erano scettici nei confronti delle grandi imprese. Molti nell'Ovest, tradizionalmente elettori repubblicani, appoggiarono James Weaver, il candidato del nuovo Partito Populista. Weaver prometteva il conio illimitato dell'argento, generose pensioni per i veterani e una giornata lavorativa di otto ore. Alla fine della campagna elettorale, molti populisti e simpatizzanti dei lavoratori appoggiarono Cleveland dopo un tentativo da parte della Carnegie Corporation di distruggere il sindacato durante lo sciopero Homestead a Pittsburgh e dopo un conflitto simile tra grandi aziende e lavoratori alla Tennessee Coal e Iron Co. I Democratici di Tammany Hall, nel frattempo, sostennero il binomio democratico, consentendo la vittoria nello Stato di New York.
Cleveland raccolse il 46% del voto popolare e il 62,4% dei grandi elettori, diventando il primo candidato a vincere due elezioni presidenziali non consecutive (il secondo è stato Donald Trump nel 2024). Harrison ottenne il 43% del voto popolare e il 32,7% dei grandi elettori, mentre Weaver l'8,5% del voto popolare e alcuni grandi elettori degli Stati dell'Ovest. Cleveland conquistò tutto il Solid South, vinse gli Stati in bilico di New York, New Jersey, Indiana e Connecticut e sorprese molti osservatori prendendo anche Illinois, Wisconsin e Indiana. Nelle concomitanti elezioni del Congresso, i Democratici mantennero la maggioranza alla Camera e ottennero quella al Senato, conferendo al partito il controllo del Congresso e della presidenza per la prima volta dalla guerra civile. Con queste elezioni, Cleveland divenne il secondo candidato ad avere la maggioranza nel voto popolare in tre elezioni presidenziali, dopo Andrew Jackson.

## Seconda presidenza (1893-1897)

### Amministrazione

#### Nomine

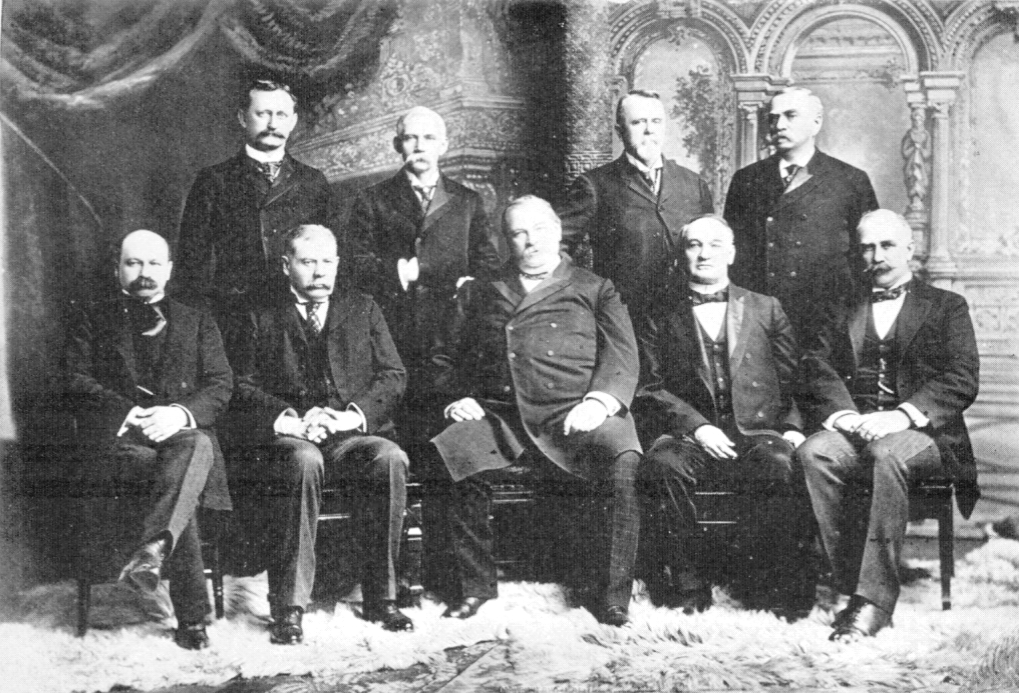
L'ultimo governo di Cleveland. In prima fila, da sinistra a destra: Daniel S. Lamont, Richard Olney, Cleveland, John G. Carlisle, Judson Harmon. Dietro, da sinistra a destra: David R. Francis, William L. Wilson, Hilary A. Herbert, Julius S. Morton

Per il suo secondo governo, Cleveland evitò di nominare nuovamente ministri del suo primo mandato. Due fedelissimi di Cleveland di lunga data, Daniel S. Lamont e Wilson S. Bissell, entrarono nella squadra di governo rispettivamente come segretario alla Guerra e direttore generale delle Poste. Walter Q. Gresham, un ex repubblicano che era stato al governo con il presidente Arthur, divenne segretario di Stato. Richard Olney del Massachusetts fu nominato procuratore generale e succedette a Gresham come segretario di Stato dopo la morte di quest'ultimo. L'ex presidente della Camera John G. Carlisle del Kentucky divenne Segretario del Tesoro.

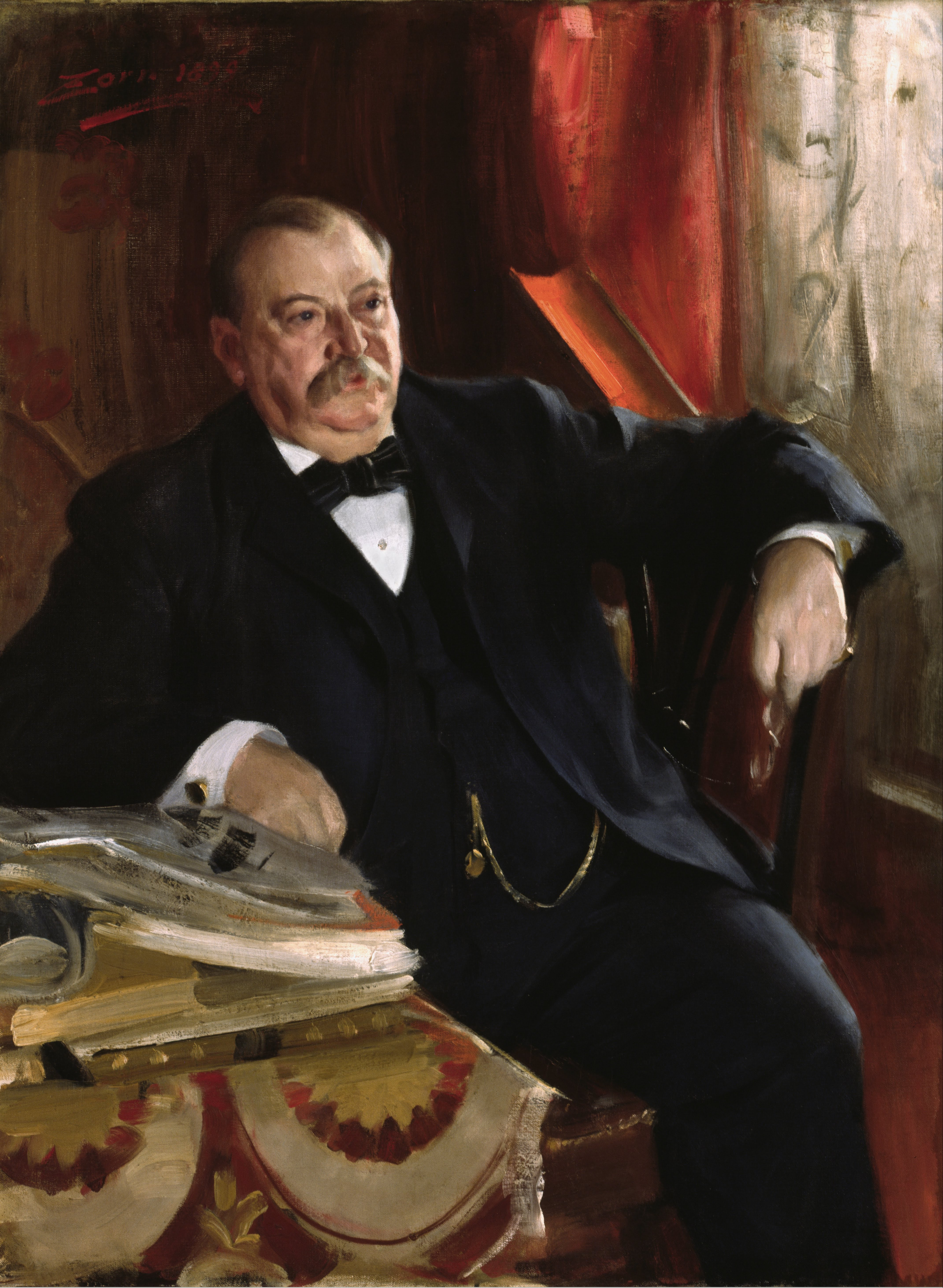
Dipinto ad olio di Grover Cleveland, opera del 1899 di Anders Zorn

#### Cancro
Nel 1893 Cleveland subì un intervento chirurgico alla bocca per rimuovere un tumore. Cleveland decise di sottoporsi all'intervento chirurgico di nascosto, per evitare ulteriori timori che potessero aggravare la depressione economica. L'operazione avvenne il 1º luglio, per dare a Cleveland il tempo di riprendersi completamente, in tempo per la successiva sessione del Congresso. I chirurghi operarono a bordo dell'Oneida, uno yacht di proprietà dell'amico di Cleveland E.C. Benedict, mentre era al largo di Long Island. L'intervento fu condotto dall'interno della bocca del presidente, per evitare cicatrici o altri segni esterni. Le dimensioni del tumore e l'estensione dell'operazione lasciarono però sfigurata la bocca di Cleveland. Durante un successivo intervento fu applicata a Cleveland una protesi dentale in gomma dura che corresse i suoi problemi di pronuncia e ripristinò il suo aspetto. Un finto resoconto su una rimozione di due denti guasti placò la stampa sospettosa. L'operazione di Cleveland fu rivelata al pubblico solo nel 1917.

### Il panico economico e la questione dell'argento

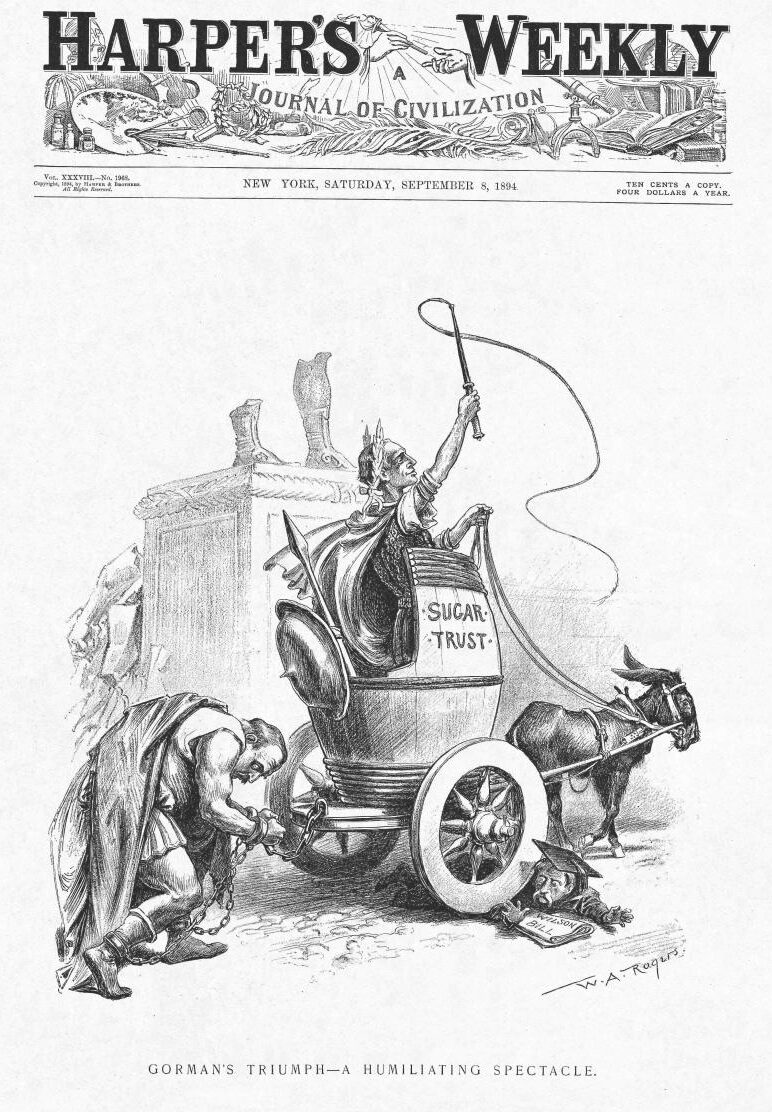
L'umiliazione di Cleveland da parte di Gorman e del cartello dello zucchero.

Poco dopo l'inizio del secondo mandato di Cleveland, il panico del 1893 colpì il mercato azionario e l'amministrazione di Cleveland dovette affrontare una grave depressione economica. Il panico fu scatenato dal crollo della compagnia ferroviaria Philadelphia and Reading Railroad, ma diversi problemi di fondo contribuirono all'inizio di una grave crisi. I creditori europei avevano avuto un ruolo importante nell'economia degli Stati Uniti durante l'età dell'oro, infondendo spesso denaro nell'economia. Tuttavia, la fiducia degli investitori internazionali era stata intaccata da una crisi finanziaria in Argentina, che aveva quasi causato il crollo della banca Barings, con sede a Londra. Andandosi ad aggiungere alle cattive condizioni economiche in Europa, la crisi finanziaria argentina condusse molti investitori europei a liquidare i loro investimenti americani. Ad esacerbare ulteriormente l'economia fu il cattivo raccolto di cotone negli Stati Uniti nel 1892, poiché l'esportazione di cotone faceva arrivare denaro e crediti dall'Europa. Questi fattori si sommarono e resero insufficienti le risorse del sistema finanziario degli Stati Uniti e, poiché gli Stati Uniti non disponevano di un sistema di banca centrale, il governo federale aveva scarso controllo sull'offerta monetaria. Mentre il panico si diffondeva dopo il crollo della Philadelphia and Reading Railroad, una corsa agli sportelli bancari nel maggio 1893 in tutta la nazione ridusse ulteriormente la liquidità nel sistema finanziario.

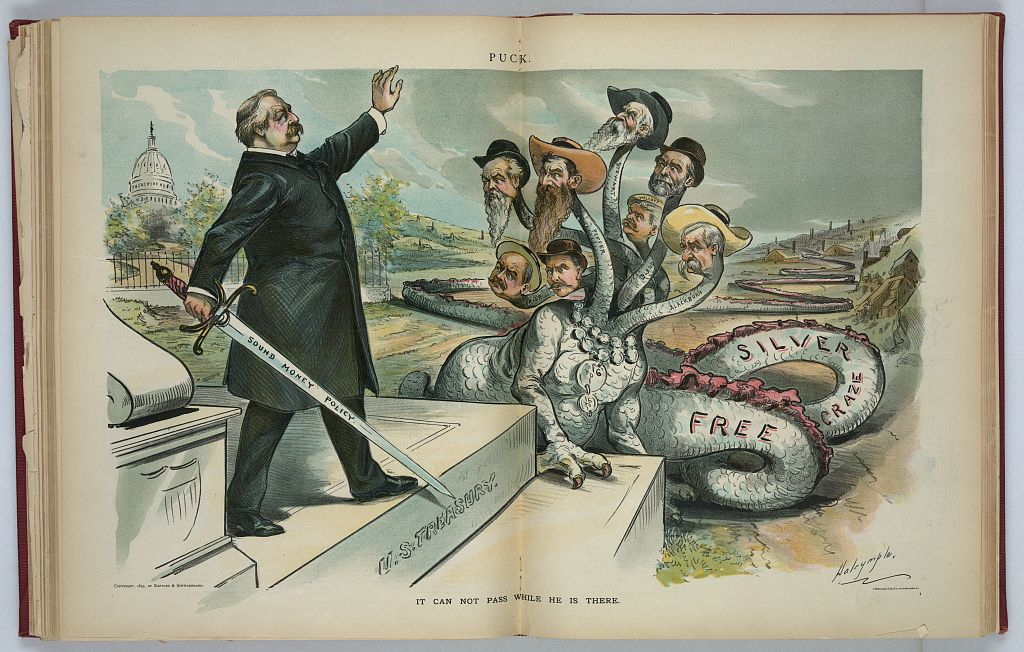
Caricatura di Cleveland in quanto contrario all'argento.

Cleveland credeva che il bimetallismo incoraggiasse l'accaparramento di oro e scoraggiasse gli investimenti da parte dei finanziatori europei. Sosteneva che l'adozione del sistema aureo avrebbe alleviato la crisi economica fornendo una valuta forte. Cercando di abrogare la legge Sherman sull'acquisto di argento e porre fine alla coniazione di valuta basata sull'argento, Cleveland convocò una sessione speciale del Congresso a partire dall'agosto 1893. I fautori dell'argento si riunirono in un convegno a Chicago, e la Camera dei Rappresentanti dibatté per quindici settimane prima di approvare l'abrogazione con un considerevole margine, 239 a favore e 108 contro. Al Senato, l'abrogazione del conio dell'argento fu ugualmente contrastata. Cleveland, costretto suo malgrado a fare pressioni sul Congresso per l'abrogazione, blandì diversi Democratici del Senato per sostenere l'abrogazione. Molti senatori democratici erano favorevoli a una via di mezzo tra i fautori dell'argento illimitato e Cleveland, ma Cleveland fece fallire i loro tentativi di produrre un disegno di legge di compromesso. Alla fine si trovò una maggioranza composita di Democratici e Repubblicani dell'Est per l'abrogazione della legge Sherman, e il Senato l'approvò con 48 a favore e 37 contro. Le riserve auree del Tesoro continuarono a diminuire, a un ritmo inferiore, ma le successive emissioni di obbligazioni le ristabilirono a livelli accettabili. All'epoca l'abrogazione sembrò una piccola battuta d'arresto per i fautori dell'argento, ma in realtà segnò l'inizio della fine dell'argento come sottostante del dollaro.
Contrariamente alle speranze del governo durante il dibattito sul disegno di legge abrogativo, l'abrogazione della legge Sherman non riuscì a ripristinare la fiducia degli investitori. Centinaia di banche e altre imprese fallirono e nel 1895 il 25% delle ferrovie della nazione era in amministrazione controllata. Il tasso di disoccupazione salì oltre il 20% in gran parte del paese, mentre coloro che riuscivano a mantenere un impiego subivano tagli ai loro stipendi. Il panico economico causò anche una drastica riduzione delle entrate fiscali. Nel 1894, con il governo in pericolo di non essere in grado di far fronte alle proprie spese, Cleveland convinse un gruppo guidato dal finanziere J.P. Morgan ad acquistare sessanta milioni di dollari di obbligazioni statunitensi. L'accordo consentì un'infusione di oro nell'economia, consentendo la continuazione del sistema aureo, ma Cleveland fu molto criticato per aver affidato il corretto funzionamento del governo ai banchieri di Wall Street. La cattiva congiuntura economica persistette durante tutto il secondo mandato di Cleveland e i livelli di disoccupazione aumentarono alla fine del 1895 e durante il 1896.

### Disordini sindacali

#### L'armata Coxey
Il panico del 1893 peggiorò le condizioni di lavoro negli Stati Uniti e la vittoria dei fautori del sistema aureo e del rigore monetario fu male accolta dai lavoratori dell'Ovest. Un gruppo di operai guidati da Jacob S. Coxey iniziò a marciare verso est e la capitale Washington per protestare contro le politiche di Cleveland. Questo gruppo, noto come l'armata (army) Coxey, manifestava a favore di un programma nazionale di costruzione di strade, per dare lavoro ai disoccupati, e di una moneta bimetallica per aiutare gli agricoltori a pagare i loro debiti. La marcia iniziò con appena 122 partecipanti, ma, segnale della sua importanza nazionale, fu seguita da 44 giornalisti inviati speciali. Numerose persone si unirono all'armata di Coxey lungo il suo percorso, e molti treni furono dirottati per convogliare partecipanti alla marcia. All'arrivo a Washington i manifestanti furono dispersi dall'esercito federale e poi processati per aver manifestato davanti al Campidoglio. Coxey tornò in Ohio per candidarsi, senza successo, al Congresso come esponente del Partito Populista nelle elezioni del 1894. Sebbene l'armata di Coxey non avesse rappresentato una seria minaccia per il governo, era l'espressione di una crescente insoddisfazione all'Ovest verso le politiche monetarie dell'Est.

#### Sciopero Pullman
Poiché le compagnie ferroviarie subirono cali di profitti, iniziarono a tagliare i salari ai lavoratori; nell'aprile 1894 la paga media del ferroviere era diminuita di oltre il 25% rispetto all'inizio del 1893. Sotto la guida di Eugene V. Debs, il sindacato American Railway Union (ARU) organizzò scioperi contro la Northern Pacific Railway e la Union Pacific Railroad; gli scioperi si estesero rapidamente ad altre industrie, tra cui la Pullman. Quando il proprietario George Pullman si rifiutò di negoziare con l'ARU e licenziò i lavoratori coinvolti nel sindacato, l'ARU si rifiutò di lavorare su qualsiasi vagone ferroviario costruito dalla Pullman, dando inizio allo sciopero Pullman. Nel giugno 1894 125.000 lavoratori del comparto ferrovie erano in sciopero, paralizzando il commercio della nazione. Poiché le ferrovie trasportavano la posta e poiché molte delle linee interessate erano gestite da società in amministrazione controllata federale, Cleveland riteneva appropriata una soluzione federale. A spingerlo all'azione fu anche il procuratore generale Olney, un ex avvocato di società ferroviarie che operò di concerto con gli industriali del settore per distruggere l'ARU.
Cleveland ottenne un'ingiunzione da una corte federale e, quando gli scioperanti si rifiutarono di obbedire, inviò truppe federali a Chicago e in altri 20 centri ferroviari. "Anche se occorresse l'intero esercito e la marina degli Stati Uniti per consegnare una cartolina a Chicago", proclamò, "quella cartolina verrà consegnata". Il governatore dell'Illinois John P. Altgeld protestò con rabbia contro lo spiegamento di truppe da parte di Cleveland, sostenendo che Cleveland aveva usurpato il potere di polizia dei governi statali. Rutherford B. Hayes aveva stabilito un precedente nell'utilizzo di soldati federali nelle controversie di lavoro, ma Cleveland fu il primo presidente a schierare soldati senza l'invito di un governatore dello Stato. I principali giornali di entrambi i partiti applaudirono le azioni di Cleveland, ma l'uso delle truppe rese difficili i rapporti tra i sindacati e il suo governo. L'operato di Cleveland fu poi legittimato dalla sentenza della Corte suprema nel caso di In re Debs, che sancì il diritto del presidente a intervenire nelle controversie di lavoro che coinvolgevano il commercio interstatale. L'esito dello sciopero Pullman, aggiunto alla debole risposta legale da parte del governo Cleveland contro il cartello nell'industria dello zucchero, fece pensare a molti che Cleveland fosse uno strumento delle grandi aziende.

### La questione sempre aperta dei dazi

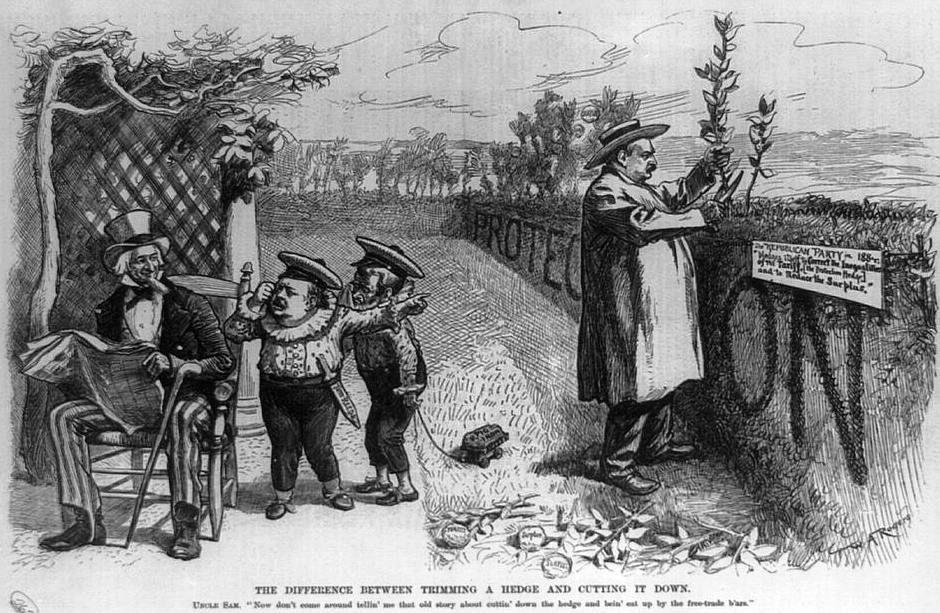
Cleveland ritratto come un innovatore nella politica dei dazi

La legge McKinley era il fulcro della politica dei Repubblicani sui dazi, ma i Democratici la criticavano perché aveva provocato un aumento dei prezzi al consumo. Essi credevano che la loro vittoria nelle elezioni del 1892 avesse dato loro il mandato di abbassare le aliquote e i leader del partito considerarono la questione come la più urgente, dopo che il Congresso aveva abrogato la legge Sherman sul conio dell'argento. Il deputato della Virginia Occidentale William L. Wilson propose una legge sulla riduzione dei dazi, scritta insieme al governo di Cleveland, nel dicembre 1893. Il disegno di legge proponeva moderati ribassi, soprattutto sulle materie prime. Il deficit di entrate doveva essere compensato da un'imposta sul reddito del due per cento sul reddito superiore a 4.000 dollari, equivalente a circa 110.000 dollari degli anni 2020. Anche i profitti aziendali, le donazioni e le eredità sarebbero stati tassati con un'aliquota del due percento. Il disegno di legge avrebbe ripristinato l'imposta federale sul reddito per la prima volta dal 1870; i suoi sostenitori credevano che avrebbe contribuito a ridurre la disuguaglianza di reddito e spostare l'onere della tassazione sui ricchi. Wilson e l'amministrazione di Cleveland non avevano una posizione chiara sull'imposta sul reddito, ma essa fu inclusa nel disegno di legge per gli sforzi dei deputati William Jennings Bryan e Benton McMillin. Dopo un lungo dibattito, il disegno di legge fu approvato dalla Camera con un'ampia maggioranza.
Il disegno di legge fu successivamente esaminato dal Senato, dove dovette affrontare una più forte opposizione da parte di importanti esponenti democratici, guidati da Arthur Pue Gorman del Maryland, che insistettero perché le industrie dei loro rispettivi Stati fossero maggiormente protette di quanto lo fossero con il disegno di legge Wilson. Il disegno di legge fu approvato dal Senato stravolto da più di 600 emendamenti, che sostanzialmente lo svuotarono. In particolare, il cartello dell'industria dello zucchero fece pressioni per cambiamenti che lo favorissero a spese del consumatore. Nonostante la forte opposizione conservatrice all'imposta sul reddito, essa rimase nel disegno di legge, in parte perché molti senatori credevano che la Corte suprema alla fine l'avrebbe dichiarata incostituzionale. Dopo un ampio dibattito, l'approvazione del Senato della legge, ora chiamata Wilson-Gorman, arrivò nel luglio 1894 con un voto di 39 a 34. Wilson e Cleveland tentarono di ripristinare alcuni ribassi dei dazi nel nuovo esame della legge da parte della Camera, ma il testo non fu modificato e la Camera lo approvò nell'agosto 1894. La versione finale abbassava l'aliquota daziaria media dal 49% al 42%. Cleveland fu adirato per questa versione e lo definì un prodotto vergognoso del controllo sul Senato da parte di cartelli e dei grandi capitali. Il principale punto del suo programma era in tal modo compromesso; tuttavia, credette che la legge Wilson-Gorman fosse un passo avanti rispetto alla legge McKinley per cui non pose il veto e consentì la sua promulgazione, pur senza controfirmarla. L'imposta sul reddito delle persone fisiche inclusa nella legge fu annullata dalla Corte suprema nel 1895, con la sentenza del caso Pollock contro Farmers' Loan & Trust Co.

### Diritti civili

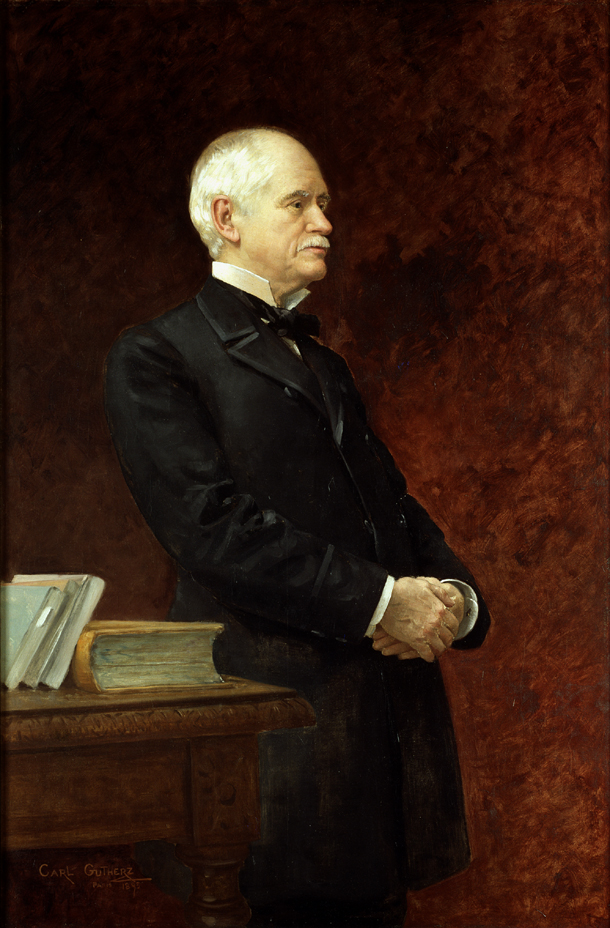
Il senatore John T. Morgan si oppose a Cleveland su diverse questioni, dicendo di Cleveland che "odio il terreno su cui cammina quell'uomo".

Nel 1892 Cleveland aveva fatto campagna elettorale contro la proposta di legge Lodge, che avrebbe rafforzato la tutela del diritto di voto attraverso la nomina di supervisori federali delle elezioni del Congresso, dietro richiesta dei cittadini di qualsiasi zona. Una volta in carica, continuò a opporsi a qualsiasi tentativo a livello federale di tutelare il diritto di voto. La legge sui diritti civili del 1871 prevedeva che il governo federale controllasse nel dettaglio lo svolgimento delle elezioni, dalla registrazione degli elettori alla certificazione dei risultati, ma nel 1894 Cleveland firmò l'abrogazione di questa legge. Cleveland era d'accordo con la decisione della Corte suprema del 1896 nel caso Plessy contro Ferguson, che ammise come costituzionale la segregazione razziale, secondo la dottrina "separati ma uguali". Con la Corte suprema e il governo federale entrambi riluttanti a intervenire per proteggere il diritto di voto degli afroamericani, gli Stati del Sud continuarono ad approvare numerose leggi Jim Crow, negando nella sostanza la possibilità di votare a molti afroamericani attraverso una combinazione di tasse sulla persona, prove di alfabetizzazione e comprensione, e requisiti di residenza.

### Elezioni di medio termine del 1894
Poco prima delle elezioni del 1894, Cleveland fu allertato da Francis Lynde Stetson, un consigliere:
Siamo alla vigilia di [una] notte molto buia, a meno che un ritorno alla prosperità economica non allievi il malcontento popolare verso ciò che all'esterno sembra essere l'incapacità dei Democratici a fare leggi, e di conseguenza [il malcontento] verso i governi dei Democratici ovunque.
L'avvertimento era sensato, poiché nelle elezioni per il Congresso i Repubblicani ebbero la più travolgente vittoria da decenni, ottenendo la maggioranza alla Camera. I Democratici subirono sconfitte ovunque al di fuori del Sud, dove il partito sventò il pericolo costituito dai populisti. Questi aumentarono le percentuali raccolte a livello nazionale ma persero la maggioranza in Stati dell'Ovest come il Kansas e il Colorado, a favore dei Repubblicani. I nemici interni di Cleveland presero il controllo del Partito Democratico in uno Stato dopo l'altro, tra cui l'Illinois e il Michigan, e ottennero importanti progressi in Ohio, Indiana, Iowa e altri Stati. Wisconsin e Massachusetts erano due dei pochi Stati ancora in mano alla corrente di Cleveland. L'opposizione interna al Partito Democratico era vicina ad avere i due terzi dei voti alla Convention nazionale del 1896, soglia necessaria per nominare un proprio candidato. Negli ultimi due anni del suo mandato Cleveland dovette governare con un Congresso controllato dai Repubblicani, e con i Democratici provenienti in gran parte dagli Stati agricoli del Sud, con una linea politica diversa da quella di Cleveland.

### Politica estera, 1893-1897
Quando Cleveland entrò in carica, dovette affrontare la questione dell'annessione delle Hawaii. Durante il suo primo mandato aveva sostenuto il libero scambio con le Hawaii e accettato un emendamento che dava agli Stati Uniti una base navale e una stazione di rifornimento a Pearl Harbor. Nei successivi quattro anni un gruppo di imprenditori di Honolulu, di origine europea e americana, avevano denunciato la regina Lili'uokalani come un tiranno che rifiutava il governo costituzionale. All'inizio del 1893 rovesciarono il suo regno, istituirono un governo repubblicano guidato da Sanford B. Dole e cercarono di unirsi agli Stati Uniti. L'amministrazione Harrison aveva rapidamente concordato con i rappresentanti del nuovo governo un trattato di annessione e lo aveva sottoposto al Senato per l'approvazione. Cinque giorni dopo il suo insediamento, il 9 marzo 1893, Cleveland ritirò il trattato dal Senato. Il suo biografo Alyn Brodsky sostiene che si trattava di un'opposizione profondamente personale da parte di Cleveland a quella che vedeva come un'azione immorale contro un piccolo regno:
Proprio come si schierò per le isole Samoa contro la Germania, opponendosi alla conquista di un piccolo Stato da parte di uno più grande, così si schierò per le isole Hawaii contro la sua stessa nazione. Avrebbe potuto lasciare che l'annessione delle Hawaii arrivasse inesorabilmente al suo termine inevitabile. Invece optò per il conflitto, che odiava, poiché era per lui l'unico modo in cui un popolo debole e indifeso avrebbe potuto mantenere la propria indipendenza. Non era l'idea di annessione a cui si opponeva Grover Cleveland, ma l'idea di annessione come pretesto per l'acquisizione illecita di territorio.
Cleveland inviò l'ex deputato James Henderson Blount alle Hawaii per indagare sulla situazione in loco. Blount, leader del movimento per la supremazia bianca in Georgia, era da tempo un avversario dell'imperialismo. Alcuni osservatori pensavano che egli avrebbe sostenuto l'annessione sostenendo che gli asiatici sarebbero stati incapaci di governarsi. Invece Blount propose che l'esercito statunitense ripristinasse la regina con la forza e sostenne che ai nativi hawaiani avrebbe dovuto essere permesso di continuare con i loro "modi asiatici". Cleveland decise di restaurare la regina, ma questa si rifiutò di concedere l'amnistia come condizione per il suo reintegro, dicendo che avrebbe giustiziato oppure espulso i membri del governo di Honolulu e che si sarebbe appropriata di tutti i loro beni. Il governo di Dole si rifiutò di cedere, e negli Stati Uniti pochi volevano usare la forza per rovesciare un governo repubblicano e ripristinare un monarca assoluto. Nel dicembre 1893 Cleveland sottopose la questione al Congresso; era favorevole a continuare la tradizione nazionale di non intervento. Dole aveva più sostegno al Congresso della regina. I Repubblicani avvertirono che le Hawaii non avrebbero potuto resistere a lungo completamente indipendenti, in un periodo di corsa delle grandi potenze a crearsi colonie. La maggior parte degli osservatori pensava che il Giappone le avrebbe presto conquistate, e in effetti la popolazione delle Hawaii era già costituita da oltre il 20% di giapponesi. L'avanzata giapponese suscitava preoccupazioni soprattutto sulla costa Ovest degli Stati Uniti. Il Senato, a maggioranza democratica ma contraria a Cleveland, istituì una commissione con a capo il democratico Morgan, il cui rapporto finale contraddiceva le conclusioni di Blount e riteneva che il rovesciamento della regina fosse un affare completamente interno. Cleveland abbandonò ogni tentativo di ripristinare la regina e acconsentì al riconoscimento e all'inizio di relazioni diplomatiche con la nuova Repubblica delle Hawaii. Nel 1898, dopo la fine del mandato di Cleveland, gli Stati Uniti annetterono le Hawaii.
Più vicino agli Stati Uniti, Cleveland adottò un'estesa interpretazione della dottrina Monroe che non solo proibiva le nuove colonie europee, ma dichiarava anche l'interesse nazionale degli Stati Uniti su qualsiasi questione sostanziale nell'emisfero occidentale. Quando nacque una disputa tra Gran Bretagna e Venezuela sul confine tra il Venezuela e la colonia della Guyana britannica, Cleveland e il segretario di Stato Olney protestarono. Gli inglesi inizialmente respinsero la richiesta statunitense di un arbitrato sui confini e si opposero alla validità e alla pertinenza della dottrina Monroe. Alla fine però il primo ministro britannico, il marchese di Salisbury, decise che la disputa sul confine con il Venezuela non valeva la pena di inimicarsi gli Stati Uniti e gli inglesi acconsentirono all'arbitrato. Un tribunale si riunì a Parigi nel 1898 per decidere la questione, e nel 1899 assegnò la maggior parte del territorio conteso alla Guyana britannica. Volendo estendere l'arbitrato a tutte le controversie tra i due paesi, gli Stati Uniti e la Gran Bretagna stipularono il trattato di Olney-Pauncefote nel 1897, ma nella votazione al Senato degli Stati Uniti la ratifica del trattato non passò, mancando tre voti per la necessaria maggioranza dei due terzi.
La guerra d'indipendenza cubana iniziò alla fine del 1895 quando i ribelli cubani cercarono di liberarsi dal dominio spagnolo. Gli Stati Uniti e Cuba avevano intrattenuto stretti rapporti commerciali e le preoccupazioni umanitarie portarono l'opinione pubblica negli Stati Uniti a essere favorevole a un intervento per sostenere i ribelli. Cleveland non simpatizzava con la causa dei ribelli e temeva che Cuba indipendente sarebbe caduta in mano a un'altra potenza europea. Emise un proclama di neutralità nel giugno 1895 e avvertì che avrebbe fermato qualsiasi tentativo di intervento da parte di filibustieri statunitensi.

### Politica militare, 1893-1897
Il governo di Cleveland si impegnò nella modernizzazione militare nel suo secondo mandato tanto quanto nel primo, ordinando le prime navi di una marina militare capace di azioni offensive. Il programma Endicott di costruzioni di fortificazioni costiere, iniziato sotto la prima amministrazione di Cleveland, continuò. Fu portata a termine l'adozione del fucile Krag-Jørgensen, il primo fucile a ripetizione girevole-scorrevole aperto dell'esercito degli Stati Uniti. Nel biennio 1895-1896 il segretario alla Marina Hilary A. Herbert, dopo aver recentemente assunto una strategia navale aggressiva, come sostenuto dal capitano Alfred Thayer Mahan, ottenne l'ordinazione di cinque corazzate (la Kearsarge e la serie Illinois) e sedici torpediniere. Il completamento di queste navi raddoppiò quasi il numero di corazzate e creò una nuova forza di torpediniere, in precedenza di solo due imbarcazioni. Tuttavia, tutte queste navi furono completate solo negli anni dal 1899 al 1901, dopo la guerra ispano-americana.

### Nomine giudiziarie
La composizione del Senato non favorevole a Cleveland, durante il suo secondo mandato, ostacolò il presidente nelle sue nomine alla Corte suprema. Nel 1893, dopo la morte di Samuel Blatchford, Cleveland nominò William B. Hornblower. Si pensava che Hornblower, titolare di uno studio legale di New York, fosse un candidato qualificato, ma si era creato inimicizie al Senato per la sua campagna contro l'organizzazione elettorale del senatore Hill a New York. Inoltre, Cleveland non aveva consultato i senatori prima di nominare il suo candidato. Il Senato respinse la nomina di Hornblower il 15 gennaio 1894, con un voto di 30 a 24.
Cleveland continuò a sfidare il Senato nominando in seguito Wheeler Hazard Peckham, un altro avvocato di New York che si era opposto alla macchina elettorale di Hill. Hill usò tutta la sua influenza per bloccare la conferma di Peckham e il 16 febbraio 1894 il Senato respinse la nomina con un voto di 32 a 41. I riformatori esortarono Cleveland a continuare la lotta contro Hill e a nominare Frederic R. Coudert, ma Cleveland si risolse a una scelta inoffensiva, quella del senatore Edward Douglass White della Louisiana, la cui nomina fu accettata all'unanimità. Più tardi, nel 1896, un altro posto vacante alla Corte portò Cleveland a considerare nuovamente Hornblower, ma questi rifiutò di essere nominato. Cleveland nominò quindi Rufus Wheeler Peckham, fratello di Wheeler Hazard Peckham, e il Senato confermò facilmente il secondo Peckham.

### Elezioni del 1896

Risultati delle elezioni del 1896

Cleveland tentò di contrastare la crescente forza del movimento "Free Silver" a favore del bimetallismo, ma i Democratici del Sud si coalizzarono con quelli dell'Ovest nell'opporsi alla politica economica di Cleveland. Il panico del 1893 aveva reso Cleveland molto impopolare, anche all'interno del suo stesso partito. Sebbene Cleveland non avesse mai annunciato pubblicamente che non avrebbe cercato la rielezione, non aveva intenzione di candidarsi per un terzo mandato. Peraltro, non espresse nessuna indicazione riguardo a un suo possibile successore, e questo danneggiò la sua corrente nel partito, che non riuscì a mantenersi unita dietro un solo candidato. Gli avversari di Cleveland, fautori del bimetallismo e sostenitori degli interessi degli agricoltori, ottennero la maggioranza della Convenzione nazionale democratica, rinnegarono l'amministrazione Cleveland e il sistema aureo e nominarono candidato William Jennings Bryan, con un programma elettorale basato sul conio dell'argento. Cleveland decise di non sostenere Bryan e anzi, seppur senza renderlo pubblico, di appoggiare un terzo partito, il Partito Nazionale Democratico, costituito da Democratici conservatori e fautori del sistema aureo, di una limitazione di poteri del governo federale e di una riduzione dei dazi doganali; questi gli proposero anche di diventare il loro candidato, ma Cleveland declinò l'offerta.
La Convention nazionale repubblicana del 1896 candidò l'ex governatore dell'Ohio William McKinley. Con l'aiuto del suo responsabile dell'organizzazione elettorale Mark Hanna, McKinley era emerso come il favorito per la nomination molto prima della convention, intessendo una rete di sostenitori tra i leader repubblicani in tutto il paese. Nelle elezioni generali McKinley cercò di non scontentare né gli agricoltori né le grandi aziende, non prendendo una posizione chiara sulle questioni monetarie. Concentrò la sua campagna elettorale sull'attacco alla gestione dell'economia da parte dell'amministrazione Cleveland e sostenne che dazi più elevati avrebbero riportato la prosperità. Molti leader populisti volevano nominare Eugene Debs, ma la convenzione populista del 1896 decise di appoggiare il candidato democratico, Bryan. I Repubblicani dipingevano Bryan e i Populisti come rivoluzionari sociali impegnati nella guerra di classe, mentre Bryan attaccava McKinley come uno strumento in mano ai ricchi.
Nelle elezioni presidenziali del 1896 McKinley ottenne una vittoria netta su Bryan, ottenendo il 51% del voto popolare e il 60,6% del voto elettorale. Sebbene Bryan avesse fatto un'intensa campagna elettorale nel Midwest, le divisioni interne ai Democratici e la tradizionale forza repubblicana nella regione aiutarono McKinley a conquistare la maggioranza di quegli Stati. McKinley vinse in tutto il Nord-est, mentre Bryan in tutto il Solid South. John Palmer, il candidato dei Democratici conservatori, prese poco meno dell'uno per cento del voto popolare. Nonostante la sconfitta di Palmer, Cleveland era soddisfatto del risultato elettorale, poiché preferiva di gran lunga McKinley a Bryan e vedeva la vittoria del primo come una rivincita del sistema aureo.

## Stati ammessi all'Unione
Durante il periodo 1877-1888 il Congresso respinse costantemente le richieste dei territori dell'Ovest di costituirsi in Stati, in gran parte per la preoccupazione che la mancanza di un collegamento ferroviario transcontinentale settentrionale avrebbe impedito un'integrazione efficace; inoltre vi era il pericolo di intaccare il delicato equilibrio tra Democratici e Repubblicani al Senato. Alla fine, nelle ultime settimane del primo mandato di Cleveland (22 febbraio 1889), il Congresso approvò una legge che consentiva a Dakota del Nord, Dakota del Sud, Montana e Washington di redigere Costituzioni, formare governi statali e richiedere l'ammissione all'Unione. Tutti e quattro lo fecero, e ciascuno divenne ufficialmente uno Stato nel novembre 1889, durante il primo anno della presidenza di Benjamin Harrison.
A metà del secondo mandato di Cleveland, il 16 luglio 1894, il Congresso approvò una legge che consentiva allo Utah di darsi una Costituzione e un governo statale e di richiedere l'ammissione come Stato. Il 4 gennaio 1896 Cleveland proclamò lo Utah uno Stato su un piano di parità con gli altri stati dell'Unione.

## Reputazione storica
Secondo lo storico Henry Graff, Cleveland riaffermò il potere dell'esecutivo, ma la sua mancanza di una visione chiara per il paese caratterizzò la sua presidenza come pre-moderna. Graff osserva inoltre che Cleveland contribuì a stabilire il dominio democratico nel Solid South attraverso politiche di riconciliazione, e allo stesso tempo rivitalizzando il suo partito nel Nord sostenendo la riforma della funzione pubblica. Lo storico Richard White descrive Cleveland come l'"Andrew Johnson" degli anni 1890, in quanto il temperamento e le politiche conservatrici di Cleveland erano inadatti alla crisi che stava affrontando la nazione. Lo storico Richard Welch sostiene che Cleveland ebbe successo nel riaffermare il potere della presidenza, ma mancava di una visione ampia per il paese.
Cleveland era una delle figure pubbliche meno popolari del paese quando lasciò l'incarico nel 1897, ma la sua reputazione era nettamente migliorata al momento della sua morte nel 1908. A Study in Courage, una biografia del 1933 dello storico di Cleveland Allan Nevins, ritrasse Cleveland come un coraggioso riformatore. Storici come Henry Steele Commager e Richard Hofstadter fecero eco a questa visione; Hofstadter scriveva che Cleveland era "ragionevolmente l'unico esemplare somigliante a un grande presidente, nel periodo tra Lincoln e Theodore Roosevelt". Gli storici successivi, tuttavia, hanno sottolineato i fallimenti di Cleveland e il suo favoritismo nei confronti delle grandi aziende. In un sondaggio di storici del 1948, Cleveland fu classificato come l'ottavo più grande presidente nella storia degli Stati Uniti, ma la sua posizione nei sondaggi di storici e scienziati politici scese dopo di allora. Un sondaggio del 2018 della sezione "Presidenti e politici di governo" dell'American Political Science Association piazzò Cleveland al 24º posto tra i migliori presidenti, e un sondaggio tra gli storici eseguito dalla C-SPAN nel 2017 al 23º posto.

### Ulteriori letture
- Bard, Mitchell. "Ideology and Depression Politics I: Grover Cleveland (1893–1897)" Presidential Studies Quarterly 1985 15(1): 77–88. ISSN 0360-4918 (WC · ACNP)
- Blake, Nelson M. "Background of Cleveland's Venezuelan Policy." American Historical Review 1942 47(2): 259–277. in Jstor
- Blodgett, Geoffrey. "Ethno-cultural Realities in Presidential Patronage: Grover Cleveland's Choices" New York History 2000 81(2): 189–210. ISSN 0146-437X (WC · ACNP)
- Cleaver, Nick. Grover Cleveland's New Foreign Policy: Arbitration, Neutrality, and the Dawn of American Empire (Palgrave Macmillan, 2014).
- DeSantis, Vincent P. "Grover Cleveland: Another Look." Hayes Historical Journal 1980 3(1–2): 41–50. ISSN 0364-5924 (WC · ACNP), sostiene che la sua energia, onestà e devozione al dovere, molto più che i suoi risultati effettivi, lo definiscono come un possibile grande presidente.
- Dewey, Davis R.  National Problems: 1880–1897 (1907), edizione online Archiviato l'8 giugno 2012 in Internet Archive.
- Doenecke, Justus. "Grover Cleveland and the Enforcement of the Civil Service Act" Hayes Historical Journal 1984 4(3): 44–58. ISSN 0364-5924 (WC · ACNP)
- Faulkner, Harold U. Politics, Reform, and Expansion, 1890–1900 (1959), edizione online Archiviato il 26 luglio 2012 in Internet Archive.
- Ford, Henry Jones. The Cleveland Era: A Chronicle of the New Order in Politics (1921), breve estratto online
- Gould, Lewis. America in the Progressive Era, 1890–1914 (2001) ISBN 0-582-35671-7
- Graff, Henry F., ed. The Presidents: A Reference History (3rd ed. 2002)  online
- Grenville, John A. S. and George Berkeley Young. Politics, Strategy, and American Diplomacy: Studies in Foreign Policy, 1873-1917 (1966) pp 39–73 on "Party politics and foreign policy: Grover Cleveland's first administration, 1885-1889," and "Grover Cleveland, Richard only, and the Venezuelan crisis," pp 158–78.
- Hoffman, Karen S. "'Going Public' in the Nineteenth Century: Grover Cleveland's Repeal of the Sherman Silver Purchase Act" Rhetoric & Public Affairs 2002 5(1): 57–77. ISSN 1094-8392 (WC · ACNP)
- Hoffman, Karen S. "'Going Public' in the Nineteenth Century: Grover Cleveland's Repeal of the Sherman Silver Purchase Act" Rhetoric and Public Affairs 2002 5(1): 57–77. in Project MUSE
- Kelley, Robert, "Presbyterianism, Jacksonianism and Grover Cleveland", "American Quarterly" 1966 18(4): 615–636. in JSTOR
- Klinghard, Daniel P. "Grover Cleveland, William McKinley, and the emergence of the president as party leader." Presidential Studies Quarterly 35.4 (2005): 736–760.
- Lynch, G. Patrick "U.S. Presidential Elections in the Nineteenth Century: Why Culture and the Economy Both Mattered." Polity 35#1 (2002) pp. 29–50. in JSTOR, focus on election of 1884
- McElroy, Robert. Grover Cleveland, the Man and the Statesman: An Authorized Biography (1923) Vol. I, Vol. II, old fashioned narrative
- Merrill, Horace Samuel. Bourbon Leader: Grover Cleveland and the Democratic Party (1957) 228 pp
- Morgan, H. Wayne. From Hayes to McKinley: National Party Politics, 1877–1896 (1969).